# Josebe Iturrioz López
Josebe Iturrioz López, conocida como Itu (Ordizia, Guipúzcoa, 1978), es una activista transfeminista vasca.

## Trayectoria
Licenciada en Filosofía (en la facultad de San Sebastián de la UPV/EHU), dos cursos de doctorado y Máster de Igualdad de la UPV/EHU. Ha trabajado 7 años como técnica de igualdad en Tolosa y 2 años como asesora en la Dirección de Igualdad de la Diputación Foral de Guipúzcoa. En la actualidad trabaja en ámbitos educativos como docente de filosofía en la escuela pública del País Vasco, en el Master en Igualdad de mujeres y hombres de la UPV y en cursos en línea en Faktoria Lila.
Se define a sí misma como transfeminista, transgénero, lesbiana, tortillera, bollera, no mujer, no hombre. Comprometida en la lucha a favor de las mujeres, primero en la plataforma Plazandreok y en el año 2000 creando el grupo activista Medeak con otras compañeras. Imparte talleres Drag King en los que se da a conocer como Pepo o Borja.
Comenzó a tomar protagonismo en 2008 en las 4ª Jornadas Feministas del País Vasco celebradas en Portugalete y desde entonces se ha convertido en un referente mediático del transfeminismo en el País Vasco.
Fue candidata a la alcaldía de San Sebastián en la candidatura Plaz, heredera de Plazandreok, en las elecciones municipales del 2015.

## Publicaciones
- 2005, Epistemologías y políticas articuladas de sexo y género.[9]
- 2015, Buffy cazavampiros: feministas, lesbianas y brujas.[10]